# باتريك لومومبا
باتريك لوش أوتينو لومومبا (ولد في 17 يوليو 1962)، مواطن كيني شغل منصب مدير لجنة مكافحة الفساد في كينيا في الفترة من سبتمبر 2010 إلى أغسطس 2011. كما شغل منصب مدير الكلية الكينية للقانون في عام 2014. يحمل لومومبا، وهو محامي بليغ، شهادة الدكتوراه في قوانين البحار من جامعة غنت في بلجيكا. كما أنه مناصر قوي للوحدة الأفريقية وألقى العديد من الخطب القوية بشأن الحلول الأفريقية للمشاكل الأفريقية.
وهو معجب بباتريس لومومبا وتوماس سانكارا، الزعيمان الثوريان الراحلان في جمهورية الكونغو الديمقراطية وبوركينا فاسو، على التوالي. ولقد اشار إليهما في خطبه عدة مرات واستشهد باحاديثهما. وأيضًا يُذكر لومومبا بخطابه المفعم بالمشاعر والحيوية في المؤتمر الثالث لمكافحة الفساد في أوغندا. يشار إلى أن مؤسسة باف أنساه، بالإنجليزية (PAV Ansah) استضافت لومومبا للتحدث في منتدى «بافا 2015 بشأن الحكم الرشيد، أفريقيا إلى أين؟»، وذلك في 28 أغسطس 2015.
أعرب لومومبا خلال منتدى بافا 2015، عن قلقه البالغ إزاء أزمات الطاقة التي سمح القادة الأفارقة بوصولها إلى هذه المرحلة المدمرة. كما تحدث عن قضية فرار الشباب الأفارقة من القارة. وألقى باللائمة على المصاعب الاقتصادية وسوء الحكم. شجع لومومبا القادة الأفارقة على الارتقاء إلى مستوى التحدي المتمثل في تغيير حظوظ القارة. في عام 2017، خلال مؤتمر الشجاعة 2017، ألقى لومومبا خطابًا مثيرًا للشباب في كينيا، حول أهمية اتخاذ خيار جريء.

## مكافحة الفساد
شغل لومومبا منصب مدير لجنة مكافحة الفساد في كينيا لاقل من عام، وتم طرده في ظل ظروف مثيرة للجدل. حاول لومومبا «ذبح تنين الفساد المراوغ دون جدوى»، وسيذكره الناس بشكل خاص لإسهاماته في مكافحة الفساد في بيئة كانت فيها كل الظروف ضده.

## الكتب
- السعي الكيني للدستور: الوعد المؤجل
- دعوة للنظافة السياسية في كينيا
- الخطوط العريضة للإجراءات الجنائية في كينيا
- المراجعة القضائية في كينيا
- دعوة للنظافة في السياسة الكينية
- من أقوال باتريك لوش أوتينو لومومبا
- المراجعة القضائية للإجراءات الإدارية في كينيا
- كتيب عن الإجراءات الجنائية في كينيا
- لحظات مسروقة
- دستور كينيا، 2010: تعليق تمهيدي
- Ang'o marach؟